# Franz Förschner
Franz Förschner (* 3. Februar 1939 in Herbolzheim; † 23. April 2023 in Mosbach) war ein deutscher Bibliothekar und Philosoph.

## Leben und Wirken
Franz Förschner studierte zunächst Geologie, dann Philosophie und Katholische Theologie und promovierte 1970 an der Universität Freiburg/Br. bei Bernhard Lakebrink mit einer Arbeit über Joachim von Fiore. 1971 trat er als Bibliotheksreferendar an der Bayerischen Staatsbibliothek in die Ausbildung für den höheren Bibliotheksdienst ein und legte die Fachprüfung hierfür 1973 in München ab. Hiernach war er zunächst als wissenschaftlicher Bibliothekar an der Bischöflichen Zentralbibliothek Regensburg tätig. Im Jahre 1975 übernahm er die Leitung der Bibliothek der Pädagogischen Hochschule Karlsruhe. Zu seinen Tätigkeiten gehörte u. a. seit 1978 erfolgende die Integration der Bibliothek der Fachhochschule Karlsruhe in die nun „Hochschulbibliothek Karlsruhe“ genannte von ihm geleitete Einrichtung, außerdem die Automatisierung der Geschäftsgänge und die Verbesserung der Literaturversorgung beider Hochschulen. Ende 2002 trat er in den Ruhestand.
In seinen philosophischen Arbeiten widmete sich Förschner vor allem der Metaphysik.

## Veröffentlichungen
- Concordia. Urgestalt und Sinnbild in der Geschichtsdeutung des Joachim von Fiore. Eine Studie zum Symbolismus des Mittelalters. Dissertation Universität Freiburg/Br. 1970 (2. wesentlich erweiterte Auflage: Kühlen, Mönchengladbach 2011, ISBN 978-3-87448-352-0).
- Eine Theorie zum Schlagwortkatalog (= Buchwissenschaftliche Beiträge aus dem Deutschen Bucharchiv München, Bd. 21). Harrassowitz, Wiesbaden 1987, ISBN 3-447-02748-7.
- Anmerkungen zu Carnaps "Überwindung der Metaphysik durch logische Analyse der Sprache". In: Wissenschaft und Weisheit, Bd. 55 (1992), S. 48–61.
- (Mithrsg.): Bildung durch Emanzipation. Karlsruhe und seine Bedeutung fuer die Mädchen- und Frauenbildung. Pädagogische Hochschule Karlsruhe 1995
- Individuatio essentiae und distinctio realis. Eine alte Streitfrage in neuer Sicht. In: Wissenschaft und Weisheit, Bd. 59 (1996), S. 211–233.
- Cartesische Meditationen über das Sein (= Transzendentalphilosophie heute, Bd. 13). Junghans, Cuxhaven 2001, ISBN 3-932905-37-7.
- Plato Metaphysicus – Aristoteles und die Folgen (= Veröffentlichungen der Johannes-Duns-Skotus-Akademie für Franziskanische Geistesgeschichte und Spiritualität Mönchengladbach, Bd. 17). Butzon & Bercker, Kevelaer 2004, ISBN 3-7666-0632-8.
- Prolegomena zu einer zeitgemäßen Metaphysik (= Veröffentlichungen der Johannes-Duns-Skotus-Akademie für Franziskanische Geistesgeschichte und Spiritualität Mönchengladbach, Bd. 19). Kühlen, Mönchengladbach 2005, ISBN 978-3-87448-251-6.
- Die Metaphysik und die transzendentale Reduktion (= Philosophische Schriften, Bd. 87). Duncker & Humblot, Berlin 2015, ISBN 978-3-428-84505-7.
- Metaphysik und Heilsgeschichte. In: Herbert Schneider (Hrsg.): Heilsgeschichte und Individuum. Franziskanische Anfrage. Kühlen, Mönchengladbach 2015, S. 31–36, ISBN 978-3-87448-455-8.
- Sein und Erkennen. Grundzüge einer zeitgemäßen Metaphysik. Zwei Bände (= Philosophische Schriften, Bd. 92 und 101). Duncker & Humblot, Berlin 2016/2020, ISBN 978-3-428-15007-6 und ISBN 978-3-428-18105-6.